# Pulau Nuhuyaan
Pulau Nuhuyaan är en ö i Indonesien.   Den ligger i provinsen Moluckerna, i den östra delen av landet, 2 900 km öster om huvudstaden Jakarta. Arean är 0,74 kvadratkilometer.
Terrängen på Pulau Nuhuyaan är platt. Öns högsta punkt är 30 meter över havet. Den sträcker sig 1,8 kilometer i nord-sydlig riktning, och 0,8 kilometer i öst-västlig riktning.  I omgivningarna runt Pulau Nuhuyaan växer i huvudsak städsegrön lövskog.